# 長崎思元
長崎 思元（ながさき しげん、生年未詳 - 元弘3年/正慶2年5月22日（1333年7月4日））は、鎌倉時代後期の武士。内管領を輩出した長崎氏の一族で、得宗被官（御内人）として北条貞時・高時に仕えた。「思元」は出家後の法名であり、俗名は長崎高光（たかみつ）または長崎高元（たかもと）とされる（後述参照）。

## 人物

### 生涯
「長崎三郎左衛門入道思元」の名が確認できる史料は数点残っており（後述参照）、実在した人物であることは確かである。
徳治2年（1307年）5月に出された「円覚寺大斎番文」では、円覚寺で催す毎月4日の北条時宗忌日斎会に四番衆として勤務すべき者として「長崎三郎左衛門入道」の名が確認でき、思元に比定されている。この推定が正しければ、史料上での初見ということになり、また同年の段階で既に出家していたことになる。また、円覚寺に伏見上皇宸筆額が下賜されることになったことを伝える11月7日付の金沢貞顕（当時六波羅探題南方、越後守）の書状にある「長崎三郎左衛門入道」も同じく思元に比定され、この書状は延慶元年（1308年）のものとされる。
正和年間（1312年～1317年）頃、鶴岡八幡宮の評定衆として別当や供僧のことを沙汰したという。
元亨元年（1321年）、故・相馬師胤の遺領であった陸奥行方郡北田村を拝領するが、翌年にかけてこれを「押領」と主張する相馬重胤との間で相論になっている。同3年（1323年）の北条貞時十三回忌法要に際しては、「長崎三郎左衛門入道思元」が布施取り役の公卿や殿上人らを催促したことが確認される。
正中2年（1325年）11月22日、高時の長男（万寿丸、のちの邦時）が誕生すると、妻深沢殿が尼乳母となる形で邦時の乳母夫となる。元徳3年/元弘元年（1331年）のものとされる金沢貞顕の書状によれば、長崎高頼邸で火事があった際の被災者に「長崎三郎左衛門入道」が含まれており、同書状で貞顕が高時の邸宅に類焼せず良かったと述べていることから、他の長崎氏一族と同様に高時邸の近くに住んでいたことが判明している。
以後の活動は『太平記』に描かれている。それによれば、元弘3年/正慶2年（1333年）に新田義貞率いる反幕府勢が鎌倉に攻め入った時、「長崎三郎左衛門入道思元・子息勘解由左衛門為基二人」が極楽寺坂を守って奮戦の後、やがて父子別行動をとることとなったという。同記事ではこれが今生の別れかと涙にくれて立ち去り難くしている為基に対し、思元は「何か名残の可惜る、独死て独生残らんにこそ、再会其期も久しからんずれ。我も人も今日の日の中に討死して、明日は又冥途にて寄合んずる者が、一夜の程の別れ、何かさまでは悲かるべき。」（どうせ皆今日討ち死にして明日には冥土で再会するのだから一夜別れるのを悲しむことはない）と大声で激励叱咤して立ち去らせたというエピソードを伝えている。為基と別れた思元はその後主君・高時らのいる東勝寺に赴いたようで、同寺にて自害した者の中に「長崎三郎左衛門入道思元」も含まれている。これに従えば1333年5月22日の東勝寺合戦で自害したということになる。

### 俗名、系譜、親族について
実名は不詳だが、『系図纂要』の長崎氏系図には為基（通称：勘ケ由左衛門尉）の父に高光（別名高元、三郎左衛門尉、入道昌元、元弘3年5月21日討死）を載せており、続柄に加え通称や法名、死没の時期もほぼ共通していることから、この高光が思元を指すと考えられている。但し、「高」字は北条高時の偏諱であり、高時が元服した延慶2年（1309年）1月21日以前は別名を称していた筈であるが、それが分かる史料は今のところなく、また実際に「高光」或いは「高元」を名乗っていた形跡も確認はできない。別名として「頼基」（よりもと）の名も伝わるが真偽のほどは不明。一方で、法名より出家前の通称は『系図纂要』が示す「長崎三郎左衛門尉」であったことは確実である。
高光は同系図において長崎光盛の子（平盛綱の孫）、光綱の弟に位置付けられており、正しければ長崎円喜の叔父ということになる。同系図では高光の兄弟として光綱のほか、高泰（泰光の父）、師家を載せている。
妻は「深沢殿」と呼ばれ、北条邦時の尼乳母であったことは前述の通りであるが、出自は不明で為基の母であったか否かも定かではない。
その他、元弘3年（1333年）12月日付の「南部時長目安状」の文中に「武行者為長崎三郎左衛門入道思元聟、属同四郎左衛門尉高貞、」と明記されており、南部武行が思元の娘婿であったことが判明している。